# Atlanthemum
Atlanthemum é um género botânico pertencente à família Cistaceae.